# Ciclismo en los Juegos Olímpicos de Atlanta 1996
El ciclismo en los Juegos Olímpicos de Atlanta 1996 se realizó en tres instalaciones de la ciudad de Atlanta, entre el 21 y el 3 de agosto de 1996.
En total se disputaron en este deporte 14 pruebas diferentes (8 en la categoría masculina y 6 en la femenina), repartidas en tres disciplinas ciclistas: 4 pruebas de ruta, 8 de pista y 2 de montaña. El programa vio tres cambio sustanciales en relación con la edición pasada, la carrera por puntos femenina fue agregada a las competiciones de pista; en ruta, la prueba de contrarreloj por equipos masculina fue sustituida por una contrarreloj individual tanto para hombres como mujeres, y fue agregada al programa por primera vez la modalidad de ciclismo de montaña con dos pruebas: campo a través masculino y femenino.
España obtuvo dos medallas, una de oro y una de plata, logradas por Miguel Indurain y Abraham Olano en la prueba de ruta contrarreloj. Además, se obtuvo diploma olímpico en persecución individual masculina (Juan Martínez Oliver, quinto), en persecución por equipos (Juan Martínez Oliver, Joan Llaneras, Santos González y Adolfo Alperi, quinto), en ruta masculina (Melchor Mauri, sexto) y en puntuación masculina (Joan Llaneras, sexto).
También obtuvieron diploma olímpico el uruguayo Milton Wynants, séptimo en puntuación, y el argentino Walter Pérez, octavo en persecución individual.
El italiano Andrea Collinelli batió el récord mundial en persecución individual. También se marcaron nuevas plusmarcas olímpicas en kilómetro contrarreloj (Florian Rousseau), persecución por equipos (Francia), persecución individual femenina (Antonella Bellutti), velocidad masculina (Gary Neiwand) y velocidad femenina (Michelle Ferris) –estas tres últimas obtenidas en las rondas preliminares–.

## Sedes
- Ciclismo en ruta – Circuito para las pruebas de ruta y contrarreloj en Atlanta y alrededores, con salida y llegada en la calle Peachtree Street
- Ciclismo en pista – Velódromo del Stone Mountain Park[n 2] (condado de DeKalb)
- Ciclismo de montaña – Georgia International Horse Park (Conyers)

## Medallistas

### Ciclismo en ruta

#### Masculino
| Evento                     | Oro                                | Plata                               | Bronce                                      |
| -------------------------- | ---------------------------------- | ----------------------------------- | ------------------------------------------- |
| Ruta (31 de julio)         | Pascal Richard · Suiza · 4:53:56   | Rolf Sørensen · Dinamarca · 4:53:56 | Maximilian Sciandri · Reino Unido · 4:53:58 |
| Contrarreloj (3 de agosto) | Miguel Induráin · España · 1:04:05 | Abraham Olano · España · 1:04:17    | Chris Boardman · Reino Unido · 1:04:36      |

#### Femenino
| Evento                     | Oro                                        | Plata                                    | Bronce                          |
| -------------------------- | ------------------------------------------ | ---------------------------------------- | ------------------------------- |
| Ruta (21 de julio)         | Jeannie Longo-Ciprelli · Francia · 2:36:13 | Imelda Chiappa · Italia · 2:36:38        | Clara Hughes · Canadá · 2:36:44 |
| Contrarreloj (3 de agosto) | Zulfiya Zabirova · Rusia · 36:40           | Jeannie Longo-Ciprelli · Francia · 37:00 | Clara Hughes · Canadá · 37:13   |

### Ciclismo en pista

#### Masculino
| Evento                                | Oro                                                                                                  | Plata                                                                                 | Bronce                                                                                                   |
| ------------------------------------- | --- | ------------------------------------------------------------------------------------- | --- |
| Velocidad individual (28 de julio)    | Jens Fiedler · Alemania                                                                              | Marty Nothstein · Estados Unidos                                                      | Curtis Harnett · Canadá                                                                                  |
| Persecución individual (26 de julio)  | Andrea Collinelli · Italia · 4:20,893                                                                | Philippe Ermenault · Francia · 4:22,714                                               | Bradley McGee · Australia · 4:26,121                                                                     |
| Persecución por equipos (27 de julio) | Christophe Capelle · Philippe Ermenault · Jean-Michel Monin · Francis Moreau · Francia · 4:05,930 RO | Eduard Gritsun · Nikolai Kuznetsov · Alexei Markov · Anton Shantyr · Rusia · 4:07,730 | Bradley McGee · Stuart O'Grady · Timothy O'Shannessey · Dean Woods · Brett Aitken · Australia · 4:07,570 |
| 1 km contrarreloj (24 de julio)       | Florian Rousseau · Francia · 1:02,712 RO                                                             | Erin Hartwell · Estados Unidos · 1:02,940                                             | Takanobu Jumonji · Japón · 1:03,261                                                                      |
| Carrera por puntos (28 de julio)      | Silvio Martinello · Italia · 37 pts.                                                                 | Brian Walton · Canadá · 29 pts.                                                       | Stuart O'Grady · Australia · 25 pts.                                                                     |

#### Femenino
| Evento                               | Oro                                    | Plata                                   | Bronce                                   |
| ------------------------------------ | -------------------------------------- | --------------------------------------- | ---------------------------------------- |
| Velocidad individual (27 de julio)   | Félicia Ballanger · Francia            | Michelle Ferris · Australia             | Ingrid Haringa · Países Bajos            |
| Persecución individual (28 de julio) | Antonella Bellutti · Italia · 3:33,595 | Marion Clignet · Francia · 3:38,571     | Judith Arndt · Alemania · 3:38,744       |
| Carrera por puntos (28 de julio)     | Nathalie Lancien · Francia · 24 pts.   | Ingrid Haringa · Países Bajos · 23 pts. | Lucy Tyler-Sharman · Australia · 17 pts. |

### Ciclismo de montaña
| Evento                                 | Oro                                     | Plata                                 | Bronce                                    |
| -------------------------------------- | --------------------------------------- | ------------------------------------- | ----------------------------------------- |
| Campo a través masculino (30 de julio) | Bart Brentjens · Países Bajos · 2:17:38 | Thomas Frischknecht · Suiza · 2:20:14 | Miguel Martinez · Francia · 2:20:36       |
| Campo a través femenino (30 de julio)  | Paola Pezzo · Italia · 1:50:51          | Alison Sydor · Canadá · 1:51:58       | Susan DeMattei · Estados Unidos · 1:52:36 |

## Medallero
| Núm. | País           | Oro | Plata | Bronce | Total |
| ---- | -------------- | --- | ----- | ------ | ----- |
| 1    | Francia        | 5   | 3     | 1      | 9     |
| 2    | Italia         | 4   | 1     | 0      | 5     |
| 3    | Países Bajos   | 1   | 1     | 1      | 3     |
| 4    | España         | 1   | 1     | 0      | 2     |
| 4    | Rusia          | 1   | 1     | 0      | 2     |
| 4    | Suiza          | 1   | 1     | 0      | 2     |
| 7    | Alemania       | 1   | 0     | 1      | 2     |
| 8    | Canadá         | 0   | 2     | 3      | 5     |
| 9    | Estados Unidos | 0   | 2     | 1      | 3     |
| 10   | Australia      | 0   | 1     | 4      | 5     |
| 11   | Dinamarca      | 0   | 1     | 0      | 1     |
| 12   | Reino Unido    | 0   | 0     | 2      | 2     |
| 13   | Japón          | 0   | 0     | 1      | 1     |
|      | TOTAL          | 14  | 14    | 14     | 42    |